# Saules (Saône-et-Loire)
Pour les articles homonymes, voir Saule (homonymie).
Saules est une commune française située dans le département de Saône-et-Loire, en région Bourgogne-Franche-Comté.

## Géographie

### Situation
La commune fait partie de la région du Beaujolais. Beaune est à 51 km au nord, Chalon-sur-Saône à 24 km au nord-est, Tournus à 32 km au sud-est, Mâcon à 50 km au sud, Montceau-les-Mines à 31 km à l'ouest, Le Creusot à 35 km au nord-ouest.
Le sud du parc naturel régional du Morvan est à 45 km au nord-ouest.

### Description
Saules, avec une superficie de 2,06 km2, est la deuxième plus petite des 567 communes de Saône-et-Loire.
Le centre du village est à 301 km d'altitude. Le point le plus élevé est dans la pointe nord-ouest de la commune, à 437 m d'altitude.
On y trouve deux hameaux : les Molaises et les Ménereaux, tous deux dans la pointe est de la commune.
La vigne y tient une bonne place : environ 56 ha (en 2013) soit plus de 1/4 de la surface communale, principalement sur la côte au nord-ouest du village. Le terroir fait partie de l'appellation Beaujolais.
Au sud du village se trouve une hauteur couverte par le bois de la Cure.

### Transports
Les routes locales sont de petites routes de campagne, hormis la D 981 qui traverse la pointe Est de la commune et va de la N 79 au sud (la N 79 relie Mâcon à Moulins dans l'Allier) à Chagny au nord (en limite de la Côte-d'Or, prolongée par la D 974 pour rejoindre Beaune).
L'autoroute la plus proche est la A6, avec l'entrée/sortie no 26 à Prés Vérissey (sud-ouest de Chalon-sur-Saône) à 20 km au nord-est, et la  no 27 à Tournus à 50 km.

### Hydrographie
Il n'y a ni cours d'eau ni étang sur la commune. La carte IGN montre une Fontaine Masson à 500 m au nord-est du village. La Mouille coule à 90 m au sud de la commune, sur Culles-les-Roches. C'est un affluent de la Goutteuse et sous-affluent de la Grosne.

### Climat
Pour des articles plus généraux, voir Climat de la Bourgogne-Franche-Comté et Climat de Saône-et-Loire.
En 2010, le climat de la commune est de type climat océanique dégradé des plaines du Centre et du Nord, selon une étude du Centre national de la recherche scientifique s'appuyant sur une série de données couvrant la période 1971-2000. En 2020, Météo-France publie une typologie des climats de la France métropolitaine dans laquelle la commune est dans une zone de transition entre le climat océanique altéré et le climat océanique altéré et est dans la région climatique Bourgogne, vallée de la Saône, caractérisée par un bon ensoleillement (1 900 h/an), un été chaud (18,5 °C), un air sec au printemps et en été et des vents faibles.
Pour la période 1971-2000, la température annuelle moyenne est de 10,9 °C, avec une amplitude thermique annuelle de 17,6 °C. Le cumul annuel moyen de précipitations est de 865 mm, avec 11,5 jours de précipitations en janvier et 7,1 jours en juillet. Pour la période 1991-2020, la température moyenne annuelle observée sur la station météorologique de Météo-France la plus proche, « Mt-Saint-Vincent », sur la commune de Mont-Saint-Vincent à 15 km à vol d'oiseau, est de 10,4 °C et le cumul annuel moyen de précipitations est de 891,2 mm. 
La température maximale relevée sur cette station est de 37,6 °C, atteinte le 12 août 2003 ; la température minimale est de −21,1 °C, atteinte le 10 février 1956,,.
Les paramètres climatiques de la commune ont été estimés pour le milieu du siècle (2041-2070) selon différents scénarios d'émission de gaz à effet de serre à partir des nouvelles projections climatiques de référence DRIAS-2020. Ils sont consultables sur un site dédié publié par Météo-France en novembre 2022.

## Urbanisme

### Typologie
Au 1er janvier 2024, Saules est catégorisée commune rurale à habitat dispersé, selon la nouvelle grille communale de densité à sept niveaux définie par l'Insee en 2022.
Elle est située hors unité urbaine. Par ailleurs la commune fait partie de l'aire d'attraction de Chalon-sur-Saône, dont elle est une commune de la couronne,. Cette aire, qui regroupe 109 communes, est catégorisée dans les aires de 50 000 à moins de 200 000 habitants,.

### Occupation des sols
L'occupation des sols de la commune, telle qu'elle ressort de la base de données européenne d’occupation biophysique des sols Corine Land Cover (CLC), est marquée par l'importance des territoires agricoles (72,9 % en 2018), en diminution par rapport à 1990 (77,1 %). La répartition détaillée en 2018 est la suivante : cultures permanentes (38,5 %), zones agricoles hétérogènes (22,9 %), forêts (22,9 %), prairies (11,4 %), zones urbanisées (4,3 %). L'évolution de l’occupation des sols de la commune et de ses infrastructures peut être observée sur les différentes représentations cartographiques du territoire : la carte de Cassini (XVIIIe siècle), la carte d'état-major (1820-1866) et les cartes ou photos aériennes de l'IGN pour la période actuelle (1950 à aujourd'hui).

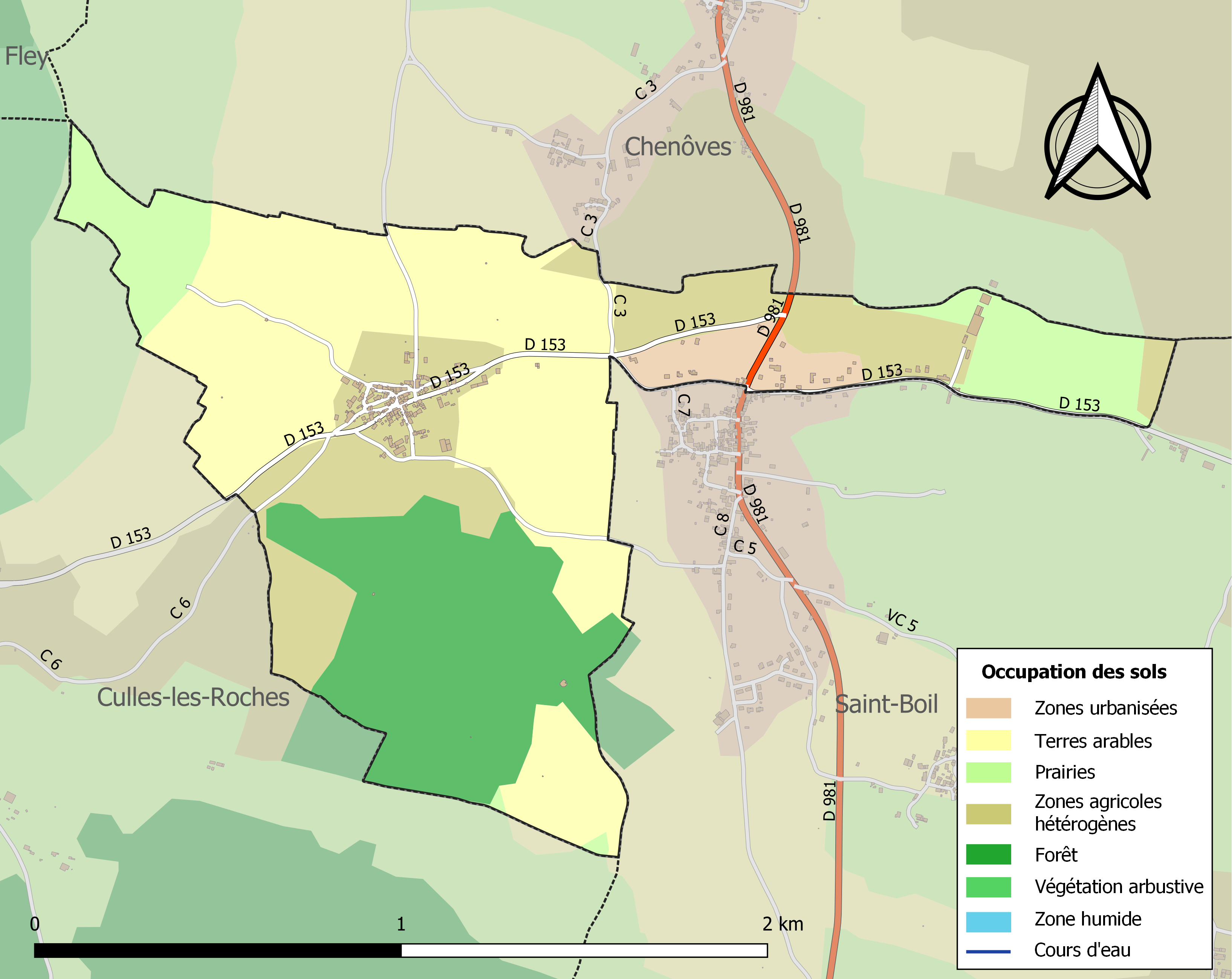
Carte des infrastructures et de l'occupation des sols de la commune en 2018 (CLC).

## Histoire
La carte IGN indique des sépultures gallo-romaines à l'est de la hauteur du bois de la Cure, en limite de commune avec Saint-Boil.
Il y avait à Saules un prieuré relevant du diocèse de Chalon, archiprêtré La Montagne. L'église est mentionnée pour la première fois en 1136, et l'établissement monastique en 1501. Un pouillé du XIVe siècle indique qu'elle était au patronage associé du chapitre de Chalon et du prieur de l'abbaye Saint-Vivant de Vergy (et donc par Saint-Vivant, une dépendance de Cluny). L'église était exempte de la décime.
En 1284, Étienne et Philippe Charpinel, fils de Guillaume de Marzy, transigent avec Louis sire de Beaujeu sur la justice du lieu et prieuré de Saules en Beaujolois.

## Vignoble

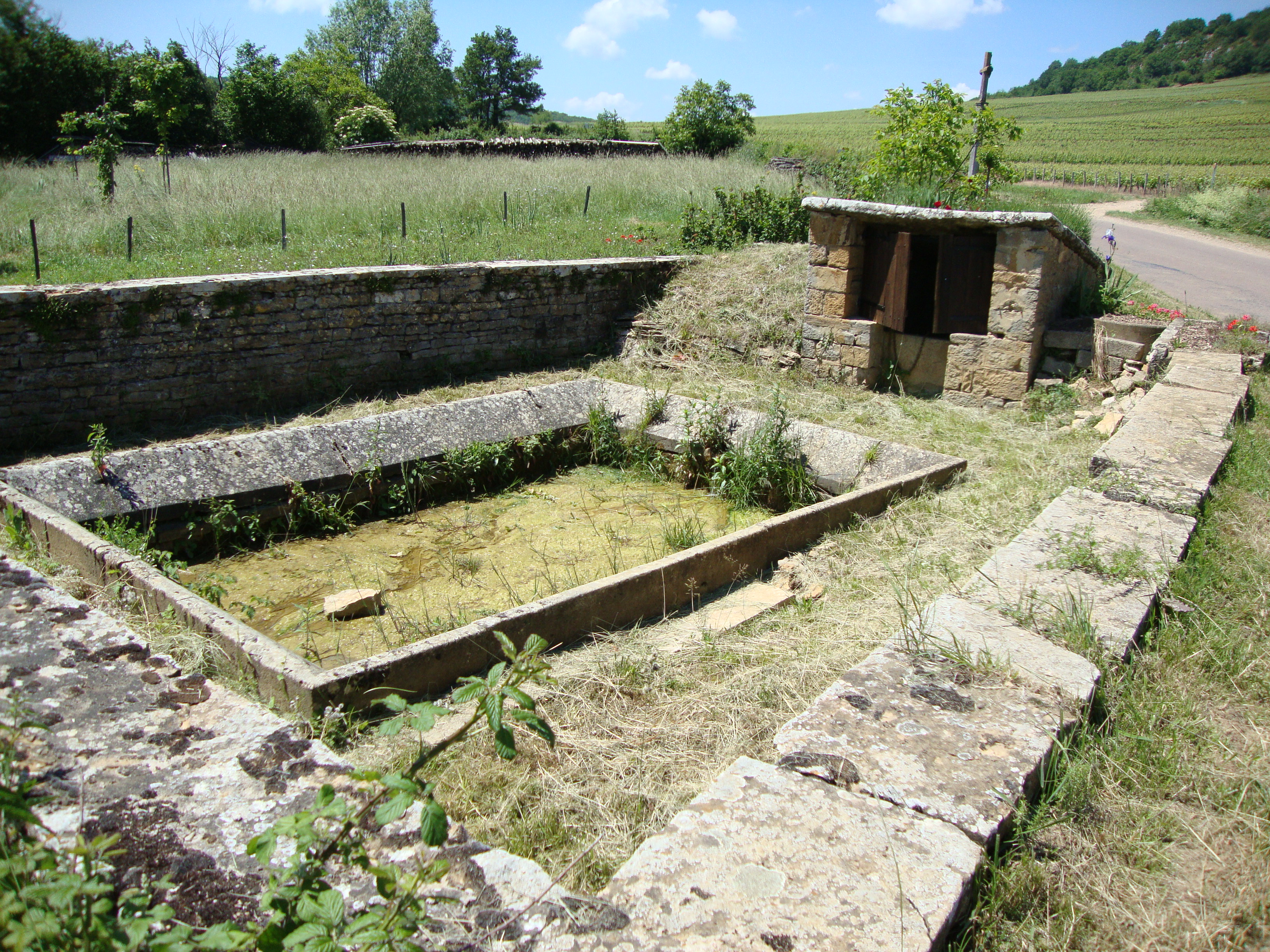
Vieux lavoir.

## Politique et administration
| Période                                  | Période  | Identité       | Étiquette | Qualité |
| ---------------------------------------- | -------- | -------------- | --------- | ------- |
| mars 2001                                | en cours | Edmond Valette | PS        |         |
| Les données manquantes sont à compléter. |          |                |           |         |

## Démographie
L'évolution du nombre d'habitants est connue à travers les recensements de la population effectués dans la commune depuis 1793. Pour les communes de moins de 10 000 habitants, une enquête de recensement portant sur toute la population est réalisée tous les cinq ans, les populations de référence des années intermédiaires étant quant à elles estimées par interpolation ou extrapolation. Pour la commune, le premier recensement exhaustif entrant dans le cadre du nouveau dispositif a été réalisé en 2004.

En 2022, la commune comptait 124 habitants, en évolution de −3,12 % par rapport à 2016 (Saône-et-Loire : −1,06 %, France hors Mayotte : +2,11 %).
| 1793 | 1800 | 1806 | 1821 | 1831 | 1836 | 1841 | 1846 | 1851 |
| ---- | ---- | ---- | ---- | ---- | ---- | ---- | ---- | ---- |
| 187  | 195  | 200  | 184  | 262  | 180  | 165  | 188  | 183  |

| 1856 | 1861 | 1866 | 1872 | 1876 | 1881 | 1886 | 1891 | 1896 |
| ---- | ---- | ---- | ---- | ---- | ---- | ---- | ---- | ---- |
| 188  | 216  | 196  | 210  | 203  | 225  | 205  | 190  | 171  |

| 1901 | 1906 | 1911 | 1921 | 1926 | 1931 | 1936 | 1946 | 1954 |
| ---- | ---- | ---- | ---- | ---- | ---- | ---- | ---- | ---- |
| 196  | 203  | 180  | 165  | 160  | 155  | 151  | 151  | 150  |

| 1962 | 1968 | 1975 | 1982 | 1990 | 1999 | 2004 | 2006 | 2009 |
| ---- | ---- | ---- | ---- | ---- | ---- | ---- | ---- | ---- |
| 146  | 134  | 117  | 110  | 109  | 118  | 126  | 127  | 124  |

| 2014 | 2019 | 2022 | - | - | - | - | - | - |
| ---- | ---- | ---- | - | - | - | - | - | - |
| 125  | 128  | 124  | - | - | - | - | - | - |

## Lieux et monuments
- Église Saint-Hilaire de Saules : clocher roman du XIIe, reconstruite au XVIIIe (date 1744 au-dessus de la porte Sud), elle abrite plusieurs pièces de mobilier du XVIIIe siècle[29],[30],[31].
- La croix de Saules, croix de pierre du Moyen Âge (vers 1200 ?) visible à proximité de l'église[32].

## Pour approfondir